# Thermalbad Wiesenbad
Thermalbad Wiesenbad − miejscowość i gmina uzdrowiskowa w Niemczech, w kraju związkowym Saksonia, w powiecie Erzgebirgskreis (do 31 lipca 2008 w powiecie Annaberg). Do 29 lutego 2012 należała do okręgu administracyjnego Chemnitz.

## Współpraca
Miejscowość partnerska:
- Buxheim, Bawaria (kontakty utrzymuje dzielnica Schönfeld)